# یوشیدا ماساهارو
یوشیدا ماساهارو (زاده ۶ ژوئن ۱۸۵۲ - درگذشته ۱۸ ژانویه ۱۹۲۱ (۱۹ آوریل ۱۹۲۱) (۱۰ تایشو)) دیپلماتی ژاپنی و پسر ارشد یک سامورایی به نام یوشیدا تویو بود. نام مستعار او جنتارو بوده‌است. یوشیدا رئیس اولین هیئت دیپلماتیک ژاپنی بوده که از ایران بازدید کرد.

## تاریخچه حضور در ایران
یوشیدا در ژوئیه ۱۸۸۰، او در رأس هیئتی ۱۰ نفره شامل یک مترجم هندی و یک آشپز ایرانی از بوشهر در ساحل خلیج فارس با کاروان شتر از فلات ایران به سمت شمال این کشور حرکت کرد او با عبور از شیراز از ویرانه‌های تخت جمشید بازدید کرد.
او در ۱۹ شهریور از طریق اصفهان به تهران رسید و در ۲۷ سپتامبر اولین ژاپنی بود که با ناصرالدین شاه پادشاه ایران در این کشور دیدار کرد و اجازه رسمی آغاز مبادلات تجاری را دریافت کرد. حدود دو ماه بعد، در ۳۰ دسامبر، تهران را ترک کرد، از دریای خزر گذشت و در ۱۲ فوریه ۱۸۸۱ (۱۴ میجی) به استانبول پایتخت امپراتوری عثمانی رسید و اولین ژاپنی شد که به حضور امپراتور عثمانی (عبدالحمید دوم) رسیده. پس از آن، او از طریق وین در امپراتوری اتریش-مجارستان و سن پترزبورگ در امپراتوری روسیه به ژاپن بازگشت. در سال ۱۸۸۲ (میجی ۱۵) هیروبومی ایتو برای آماده‌سازی قانون اساسی امپراتوری ژاپن به اروپا سفر کرد و ماساهارو او را در سفر به اروپا همراهی کرد.

## خانواده
- پدربزرگ: ماساکیو یوشیدا
- مادربزرگ: دختر ماسایوکی یوشیدا
  - پدر: ماساکی یوشیدا (تویو)
  - مادر: دختر سوم ماسازومی گوتو (کوتو)
    - ماساهارو یوشیدا (جنتارو)
    - همسر: خواهر بزرگ شوگاکوین ستسودو چیسادا

## مأموریت ماساهارو یوشیدا

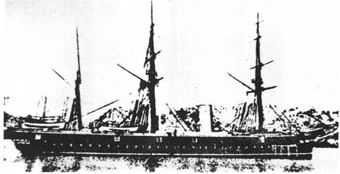
این گروه با کشتی جنگی Hiei شیناگاوا را به سمت اقیانوس هند ترک کرد.

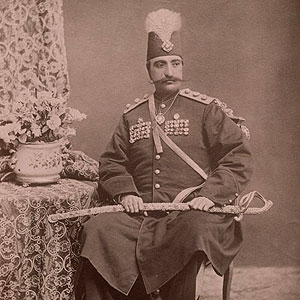
پادشاه ایران ناصرالدین شاه

در سال ۱۸۸۰ میلادی یوشیدا به عنوان سرپرست یک تیم تحقیقاتی تجاری به ایران اعزام شد. این سفر توسط تاکه‌آکی انوموتو، که بر اساس معاهده سن پترزبورگ (۱۹۷۵) به عنوان وزیر فوق‌العاده و تام‌الاختیار ژاپن در روسیه انتخاب شده بود، و منشی او، توکوجیرو نیشی، با پادشاه ایران ناصرالدین شاه که در مسیر سفر به اروپا بود، برنامه‌ریزی شد و دو طرف تصمیم به تنظیم یک توافقنامه تجاری گرفتند. این اولین سفر ثبت شده یک ژاپنی به ایران بود، اما از آنجایی که یوشیدا و همراهانش بخشی از یک تیم ارزیابی تجاری بودند، و نماینده رسمی دولت ژاپن محسوب نمی‌شدند، چندان مورد قبول مقامات ایرانی قرار نگرفتند و با آنها بد رفتار شد. پس از مأموریت یوشیدا، یاسوماسا فوکوشیما در سال ۱۸۹۵ و تویوکیچی ایناگا در سال ۱۸۹۹ از ایران دیدن کردند، اما روابط دیپلماتیک بین دو کشور تا سال ۱۹۲۶ برقرار نشد.
- اعضای گروه

ماساهارو یوشیدا، مقام غیررسمی وزارت امور خارجه ژاپن، نوبویوشی فوروکاوا، رئیس مهندسین ارتش، معاون رئیس اوگورا گومی شوکای، ماگوایچیرو یوکویاما، سئیجیرو چیچیدا، لوتارو گاتو، یک تاجر چینی، یک هاکه‌چی فوجوجیتا، بازرگان، و شوجیرو میکاوا، بازرگان و جواهرساز.
- برنامه سفر

این گروه در آوریل ۱۸۸۰ از ژاپن عازم شدند و در ۲۷ سپتامبر در تهران با ناصرالدین شاه ملاقات کردند و سال بعد از طریق ترکیه به ژاپن بازگشتند.
- مسیر

یوشیدا، یوکویاما و دیگران ابتدا سوار کشتی جنگی «هیئی» شدند و تا هنگ‌کنگ با این کشتی سفر کردند؛ سپس از هنگ کنگ به یک کشتی تفریحی بریتانیایی منتقل شدند و از طریق هنگ کنگ، سنگاپور، ترینکومالی (سریلانکا)، بمبئی (هند) و مسقط (عمان) وارد بوشهر (ایران) شدند و سپس به سمت شیراز ← اصفهان ← تهران ← رشت ← انزلی حرکت کردند.
- گزارش

گزارش این سفر به صورت سفرنامه توسط چند نفر از اعضای هیئت برجای مانده‌است. یوشیدا ماساهارو کتاب «عزیمت به جهان اسلام: سفر به ایران را نوشت» علاوه بر یوشیدا، فوروکاوا کتاب «سفر به ایران» را نوشت.

## برای مطالعهٔ بیشتر
1. ↑  谷中霊園の「吉田正春」の墓碑参照。
2. ↑  吉田正春谷中・桜木・上野公園路地裏徹底ツアー
3. ↑  "Perusha no tabi - Kaikyo tanken [Travels in Persia - An expedition to the Muslim World] by YOSHIDA Masaharu: (1894) | Maggs Bros. Ltd ABA, ILAB, PBFA, BA". www.abebooks.com (به انگلیسی). Retrieved 2023-12-04.
4. ↑  Zhenghao, Lou (2016-05-01). "Review of Uō to Nihonjin: Chisuishin ga tsunagu Higashi Ajia (Yu the Great and the Japanese: East Asia Linked by the Sage-King Who Controlled the Flood Waters), by Wang Min. Tokyo: NHK Shuppan, 2014". Journal of Cultural Interaction in East Asia. 7 (1): 191–195. doi:10.1515/jciea-2016-070115. ISSN 2747-7576.
5. ↑  明治の日本とイラン : 吉田正春使節団(1880)について岡﨑正孝, 大阪外国語大学学報. 70(3) 1985-11-30
6. ↑  明治期先覚者吉田正春とその事績--「考古学」および「西アジア」の視点より大津忠彦、筑紫女学園大学・短期大学部人間文化研究所年報(18), 157-169, 2007-08、筑紫女学園大学・短期大学部人間文化研究所
7. ↑  外交史料館特別展示「日本とペルシャ・イラン」I　明治政府とペルシャ　吉田使節団派遣外務省、平成27年5月18日
8. ↑  もう、行くしかない！明治初の本格的な軍艦「比叡」のペルシャ湾航海大井 昌靖、和楽web、小学館、2021.09.15

## مورد مرتبط
- سلسله قاجار
- تایسوکه ایتاگاکی
- ماساهارو مانابه (بهترین دوست ماساهارو)
- نوبویوشی فوروکاوا